# Stadion Karaiskakis
Karaiskakis, službeno Georgios Karaiskakis (grč. Γήπεδο Γεώργιος Καραϊσκάκης) je stadion u Pireju, Grčka. Izgrađen je 1896. godine. Kapaciteta je 33.334 mjesta. Na njemu svoje domaće utakmice igra Olympiakos SFP. Ime je dobio po grčkom junaku Georgiosu Karaiskakisu, koji je poginuo u vrijeme borbi za grčku neovisnost. Karaiskakis je poginuo na ovom području.